# 1963年の読売ジャイアンツ
1963年の読売ジャイアンツでは、1963年の読売ジャイアンツの動向をまとめる。
この年の読売ジャイアンツは、川上哲治監督の3年目のシーズンである。

## 概要
一昨年の甲子園優勝投手・柴田勲がこの年から打者に転向するなど、戦力の若返りが始まったチームは前年Bクラスの雪辱を果たすべく開幕ダッシュに成功。5月までは前年3位の中日が3.5ゲーム差で食らいついたが、6月以降は中日を引き離して首位を独走。終盤は中日の追い上げもあったが最後は2年ぶりにリーグ優勝。日本シリーズでは5年ぶりに西鉄との対戦となり前回の対決同様第7戦までもつれ込んだが、池沢義行や広岡達朗、長嶋茂雄など打線が西鉄のエース稲尾和久を打ちこんでKOすると、稲尾に代わった西鉄の投手陣も打ちこんで18対4と大勝し敵地の平和台球場で川上監督が胴上げされチームは水原茂監督時代の宿願だった打倒西鉄をようやく果たした。投手陣では2年目の城之内邦雄や伊藤芳明が1年ローテーションを守って52完投を記録し、チーム防御率2.57もリーグ1位を記録。打撃陣でも切り込み隊長の柴田が赤い手袋でグラウンドを走り回り、一本足打法をモノにした王貞治が2年連続の本塁打王を獲得。長嶋は首位打者と打点王をそれぞれ獲得し、本塁打・得点・盗塁数はリーグ1位。なお、川上監督時代の日本シリーズで第7戦までもつれ込んだのはこの年だけである。

## チーム成績

### レギュラーシーズン
| 1 | 左 | 柳田利夫 |
| 2 | 中 | 国松彰   |
| 3 | 一 | 王貞治   |
| 4 | 三 | 長嶋茂雄 |
| 5 | 右 | 坂崎一彦 |
| 6 | 遊 | 広岡達朗 |
| 7 | 捕 | 森昌彦   |
| 8 | 二 | 須藤豊   |
| 9 | 投 | 伊藤芳明 |

| 順位 | 4月終了時 | 4月終了時 | 5月終了時 | 5月終了時 | 6月終了時 | 6月終了時 | 7月終了時 | 7月終了時 | 8月終了時 | 8月終了時 | 9月終了時 | 9月終了時 | 最終成績 | 最終成績 |
| ---- | --------- | --------- | --------- | --------- | --------- | --------- | --------- | --------- | --------- | --------- | --------- | --------- | -------- | -------- |
| 1位  | 巨人      | --        | 巨人      | --        | 巨人      | --        | 巨人      | --        | 巨人      | --        | 巨人      | --        | 巨人     | --       |
| 2位  | 中日      | 1.5       | 中日      | 3.0       | 中日      | 8.5       | 中日      | 10.0      | 中日      | 6.0       | 中日      | 4.0       | 中日     | 2.5      |
| 3位  | 広島      | 5.0       | 広島      | 7.5       | 国鉄      | 14.5      | 国鉄      | 17.0      | 阪神      | 18.0      | 阪神      | 16.5      | 阪神     | 14.5     |
| 4位  | 阪神      | 7.0       | 国鉄      | 8.0       | 阪神      | 15.5      | 大洋      | 20.5      | 大洋      | 21.0      | 大洋      | 19.0      | 国鉄     | 18.0     |
| 5位  | 国鉄      | 7.5       | 阪神      | 11.0      | 広島      | 16.5      | 阪神      | 20.5      | 国鉄      | 22.0      | 国鉄      | 19.5      | 大洋     | 24.0     |
| 6位  | 大洋      | 9.0       | 大洋      | 12.5      | 大洋      | 17.0      | 広島      | 22.0      | 広島      | 26.0      | 広島      | 25.0      | 広島     | 25.0     |

| 順位 | 球団             | 勝 | 敗 | 分 | 勝率 | 差   |
| 1位  | 読売ジャイアンツ | 83 | 55 | 2  | .601 | 優勝 |
| 2位  | 中日ドラゴンズ   | 80 | 57 | 3  | .584 | 2.5  |
| 3位  | 阪神タイガース   | 69 | 70 | 1  | .496 | 14.5 |
| 4位  | 国鉄スワローズ   | 65 | 73 | 2  | .471 | 18.0 |
| 5位  | 大洋ホエールズ   | 59 | 79 | 2  | .428 | 24.0 |
| 6位  | 広島カープ       | 58 | 80 | 2  | .420 | 25.0 |

### 日本シリーズ
| 日付                                   | 試合   | ビジター球団（先攻） | スコア   | ホーム球団（後攻） | 開催球場   |
| -------------------------------------- | ------ | -------------------- | -------- | ------------------ | ---------- |
| 10月26日（土）                         | 第1戦  | 読売ジャイアンツ     | 1 - 6    | 西鉄ライオンズ     | 平和台球場 |
| 10月27日（日）                         | 第2戦  | 読売ジャイアンツ     | 9 - 6    | 西鉄ライオンズ     | 平和台球場 |
| 10月28日（月）                         | 移動日 | 移動日               | 移動日   | 移動日             | 移動日     |
| 10月29日（火）                         | 第3戦  | 雨天中止             | 雨天中止 | 雨天中止           | 後楽園球場 |
| 10月30日（水）                         | 第3戦  | 西鉄ライオンズ       | 2 - 8    | 読売ジャイアンツ   | 後楽園球場 |
| 10月31日（木）                         | 第4戦  | 西鉄ライオンズ       | 4 - 1    | 読売ジャイアンツ   | 後楽園球場 |
| 11月1日（金）                          | 第5戦  | 西鉄ライオンズ       | 1 - 3    | 読売ジャイアンツ   | 後楽園球場 |
| 11月2日（土）                          | 移動日 | 移動日               | 移動日   | 移動日             | 移動日     |
| 11月3日（日）                          | 第6戦  | 読売ジャイアンツ     | 0 - 6    | 西鉄ライオンズ     | 平和台球場 |
| 11月4日（月）                          | 第7戦  | 読売ジャイアンツ     | 18 - 4   | 西鉄ライオンズ     | 平和台球場 |
| 優勝：読売ジャイアンツ（2年ぶり6回目） |        |                      |          |                    |            |

## オールスターゲーム1963
- 選出選手及びスタッフ

| ポジション | 名前       | 選出回数 |
| ---------- | ---------- | -------- |
| コーチ     | 川上哲治   |          |
| 投手       | 城之内邦雄 | 初       |
| 投手       | 伊藤芳明   | 2        |
| 投手       | 北川芳男   | 3        |
| 捕手       | 森昌彦     | 4        |
| 一塁手     | 王貞治     | 4        |
| 二塁手     | 船田和英   | 初       |
| 三塁手     | 長嶋茂雄   | 6        |
| 遊撃手     | 広岡達朗   | 7        |
| 外野手     | 柴田勲     | 初       |
| 外野手     | 国松彰     | 2        |

- 太字はファン投票による選出。取り消し線は出場辞退した選手。

## 表彰選手
- 最優秀選手：長嶋茂雄（2年ぶり2度目）
- 首位打者：長嶋茂雄（.341、2年ぶり4度目）
- 本塁打王：王貞治（40本、2年連続2度目）
- 打点王：長嶋茂雄（112打点、5年ぶり2度目）
- 最多安打：長嶋茂雄（163安打、6年連続6度目）
- 沢村賞：伊藤芳明（初受賞）
- ベストナイン：

森昌彦（捕手、3年連続3度目）
王貞治（一塁手、2年連続2度目）
長嶋茂雄（三塁手、6年連続6度目）